# První kategorie 1913/1914
Soutěžní ročník  Prima Categoria 1913/14 byl 17. ročník nejvyšší italské fotbalové ligy, který se konal od 12. října roku 1913 do 12. července roku 1914.

## Události
V minulém ročníku měli sestoupit do nižší ligy týmy, které skončili na posledním místě ve své skupině. Jenže díky novému formátu, které vzniklo se nakonec nesestupovalo. Hlavní část ligy se hrála již nově se 45 kluby. Ty byli rozděleny na Severní a Středo jižní části. Severní část měla tři skupiny (Piemont-Ligurie, Lombardie a Emilia-Benátsko) a do finálové skupiny postoupili první dva. Ve Středo jižní části byli dvě skupiny (Toskánsko a Lazio) a do finále postoupili jen vítězové svých skupin. Samostatnou skupinou byla Kampanie, kde byli jen dva kluby z města Neapol. Finále Středo jižní části se hrála formou turnaje a vítěz se utkal s vítězem ze Severní části.
Velké finále ovládl klub Casale, který vyhrál ve finále římský klub Lazio po výsledcích 7:1 a 2:0. Město Casale Monferrato se tak stala nejmenším městem co vyhrála nejvyšší ligu.

## Severní část

### Piemont-Ligurie
| Klub         | Město             | Stadion                                              | Trenér              |
| ------------ | ----------------- | ---------------------------------------------------- | ------------------- |
| Alessandria  | Alessandria       | Piazza d'Armi                                        | George Arthur Smith |
| Andrea Doria | Janov             | Campo sportivo della Cajenna                         | Technická komise    |
| Casale       | Casale Monferrato | Campo Priocco                                        | Technická komise    |
| Janov        | Janov             | Campo Genoa Cricket & Football Club in via del Piano | William Garbutt     |
| Liguria      | Sampierdarena     | Campo dell'ACL                                       | Technická komise    |
| Piemonte     | Turín             | –                                                    | Technická komise    |
| Pro Vercelli | Vercelli          | Campo piazza Conte di Torino                         | Giuseppe Milano     |
| Savonese     | Savona            | –                                                    | Technická komise    |
| Turín        | Turín             | Campo Stradale Stupinigi                             | Vittorio Pozzo      |
| Vigor        | Turín             | Campo dietro l'Ospizio di Carità di via Po           | Technická komise    |

#### Tabulka
| Poř. | Tým             | Z  | V  | R | P  | VG | OG | B  |
| ---- | --------------- | -- | -- | - | -- | -- | -- | -- |
| 1.   | Casale          | 18 | 15 | 1 | 2  | 65 | 11 | 31 |
| 2.   | Janov           | 18 | 14 | 3 | 1  | 49 | 19 | 31 |
| 3.   | Pro Vercelli    | 18 | 13 | 4 | 1  | 58 | 8  | 30 |
| 4.   | Turín           | 18 | 12 | 2 | 4  | 74 | 21 | 26 |
| 5.   | Alessandria     | 18 | 8  | 3 | 7  | 41 | 25 | 19 |
| 6.   | SG Andrea Doria | 18 | 6  | 2 | 10 | 24 | 48 | 14 |
| 7.   | Piemonte        | 18 | 4  | 2 | 12 | 24 | 64 | 10 |
| 8.   | Savonese        | 18 | 3  | 3 | 12 | 27 | 57 | 9  |
| 9.   | Vigor           | 18 | 3  | 2 | 13 | 28 | 55 | 8  |
| 10.  | Liguria         | 18 | 0  | 2 | 16 | 11 | 93 | 2  |

|  | Postup do finále             |
|  | Sestup do Promozione 1914/15 |

Poznámky
- Z = Odehrané zápasy; V = Vítězství; R = Remízy; P = Prohry; VG = Vstřelené góly; OG = Obdržené góly; B = Body
- za výhru 2 body, za remízu 1 bod, za prohru 0 bodů.
- při rovnosti bodů rozhodovalo skóre
- Liguria díky administrativě zůstala v nejvyšší lize.

#### Výsledková tabulka
|              | Alessandria | Andrea Doria | Casale | Janov | Liguria | Piemonte | Pro Vercelli | Savonese | Turín | Vigor |
| ------------ | ----------- | ------------ | ------ | ----- | ------- | -------- | ------------ | -------- | ----- | ----- |
| Alessandria  | –           | 4:0          | 1:3    | 1:3   | 7:0     | 3:0      | 1:1          | 4:1      | 1:2   | 0:0   |
| Andrea Doria | 2:2         | –            | 0:1    | 3:5   | 2:1     | 4:1      | 0:1          | 2:0      | 0:6   | 1:0   |
| Casale       | 1:0         | 7:1          | –      | 2:0   | 8:0     | 4:0      | 0:0          | 4:0      | 4:0   | 4:1   |
| Janov        | 3:0         | 1:0          | 5:2    | –     | 1:0     | 4:1      | 1:0          | 3:1      | 3:3   | 4:1   |
| Liguria      | 0:5         | 2:4          | 0:6    | 0:4   | –       | 3:3      | 0:6          | 1:4      | 0:7   | 1:1   |
| Piemonte     | 0:3         | 3:0          | 0:9    | 2:7   | 4:1     | –        | 0:2          | 2:2      | 0:11  | 1:2   |
| Pro Vercelli | 2:0         | 4:2          | 2:0    | 0:0   | 11:0    | 2:0      | –            | 6:0      | 2:0   | 8:0   |
| Savonese     | 0:3         | 0:0          | 0:3    | 1:1   | 7:1     | 2:4      | 1:5          | –        | 0:4   | 6:2   |
| Turín        | 4:2         | 9:1          | 1:2    | 1:2   | 6:0     | 4:1      | 2:2          | 6:0      | –     | 2:1   |
| Vigor        | 3:4         | 1:2          | 0:5    | 1:2   | 7:1     | 1:2      | 1:4          | 6:2      | 0:6   | –     |

### Lombardie-Ligurie
| Klub                | Město | Stadion                                                       | Trenér           |
| ------------------- | ----- | ------------------------------------------------------------- | ---------------- |
| Como                | Como  | Campo di via dei Mille                                        | Technická komise |
| Inter               | Milán | Campo di via Goldoni                                          | Virgilio Fossati |
| Juventus            | Turín | Stadio di Corso Sebastopoli                                   | Technická komise |
| Juventus Italia     | Milán | Campo di via Ravizza                                          | Technická komise |
| Milán               | Milán | Campo Milan di Porta Monforte Arena Civica Velodromo Sempione | Technická komise |
| A.M.C.              | Milán | Campo di via Monte Rosa                                       | Pedroni          |
| Milanese            | Milán | Campo di via Stelvio                                          | Technická komise |
| Nazionale Lombardia | Milán | Campo della Baggina                                           | Technická komise |
| Novara              | Milán | Campo di via Lombroso                                         | Technická komise |
| Racing Libertas     | Milán | Campo di via Bersaglio                                        | Technická komise |

#### Tabulka
| Poř. | Tým                 | Z  | V  | R | P  | VG | OG | B  |
| ---- | ------------------- | -- | -- | - | -- | -- | -- | -- |
| 1.   | Inter               | 18 | 15 | 1 | 2  | 91 | 25 | 31 |
| 2.   | Juventus            | 18 | 13 | 2 | 3  | 67 | 24 | 28 |
| 3.   | Milán               | 18 | 11 | 4 | 3  | 58 | 19 | 26 |
| 4.   | Milanese            | 18 | 8  | 5 | 5  | 32 | 23 | 21 |
| 5.   | Novara              | 18 | 9  | 1 | 8  | 43 | 32 | 19 |
| 6.   | Nazionale Lombardia | 18 | 8  | 2 | 8  | 45 | 53 | 18 |
| 7.   | Racing Libertas     | 18 | 6  | 2 | 10 | 26 | 58 | 14 |
| 8.   | Juventus Italia     | 18 | 4  | 3 | 11 | 14 | 48 | 11 |
| 9.   | Como                | 18 | 2  | 3 | 13 | 17 | 58 | 7  |
| 10.  | A.M.C.              | 18 | 1  | 3 | 14 | 23 | 76 | 5  |

|  | Postup do finále             |
|  | Sestup do Promozione 1914/15 |

Poznámky
- Z = Odehrané zápasy; V = Vítězství; R = Remízy; P = Prohry; VG = Vstřelené góly; OG = Obdržené góly; B = Body
- za výhru 2 body, za remízu 1 bod, za prohru 0 bodů.
- při rovnosti bodů rozhodovalo skóre
- A.M.C. díky administrativě zůstal v nejvyšší lize.

#### Výsledková tabulka
|             | A.M.C. | Como | Inter | Juventus | Juv. Italia | Milan | Naz. Lomb. | Novara | Libertas | Milanese |
| ----------- | ------ | ---- | ----- | -------- | ----------- | ----- | ---------- | ------ | -------- | -------- |
| A.M.C.      | –      | 8:3  | 1:1   | 1:1      | 1:1         | 1:6   | 3:5        | 0:3    | 0:3      | 0:8      |
| Como        | 2:1    | –    | 1:5   | 1:3      | 1:0         | 0:4   | 2:3        | 0:3    | 1:1      | 0:2      |
| Inter       | 15:0   | 5:1  | –     | 6:1      | 5:0         | 5:2   | 9:1        | 1:3    | 5:2      | 3:1      |
| Juventus    | 6:1    | 9:0  | 7:2   | –        | 6:0         | 2:1   | 5:0        | 1:3    | 3:1      | 4:0      |
| Juv. Italia | 2:0    | 1:1  | 0:4   | 1:2      | –           | 0:6   | 1:4        | 2:1    | 2:0      | 1:0      |
| Milan       | 6:1    | 4:0  | 0:1   | 3:1      | 3:1         | –     | 2:2        | 2:0    | 1:1      | 1:1      |
| Naz. Lomb.  | 6:2    | 3:1  | 0:8   | 2:3      | 1:1         | 1:5   | –          | 2:0    | 3:1      | 2:3      |
| Novara      | 5:2    | 3:1  | 2:3   | 2:8      | 5:0         | 0:4   | 3:0        | –      | 7:0      | 1:1      |
| Libertas    | 2:1    | 3:2  | 3:8   | 0:5      | 2:0         | 1:7   | 2:9        | 2:1    | –        | 2:1      |
| Milanese    | 1:0    | 0:0  | 0:5   | 0:0      | 6:1         | 1:1   | 2:1        | 3:1    | 2:0      | –        |

### Emilia-Benátsko
| Klub      | Město   | Stadion                               | Trenér              |
| --------- | ------- | ------------------------------------- | ------------------- |
| Benátky   | Benátky | Campo Sant'Elena                      | Technická komise    |
| Boloňa    | Boloňa  | Stadio Sterlino                       | Technická komise    |
| Brescia   | Brescia | Campo Fiera                           | Fritz Ruchti        |
| Hellas    | Verona  | Stadio Marcantonio Bentegodi          | Alberto Masprone    |
| Modena    | Modena  | Campo dell’ex Velodromo-Piazza d’Armi | John Robert Roberts |
| Petrarca  | Padova  | Stadio Tre Pini                       | Technická komise    |
| Udine     | Udine   | Campo di viale Venezia                | Technická komise    |
| Vicenza   | Vicenza | Campo di Borgo Casale                 | Giulio Fasolo       |
| Volontari | Benátky | Campo Sant'Elena                      | Technická komise    |

#### Tabulka
| Poř. | Tým       | Z  | V  | R | P  | VG | OG | B  |
| ---- | --------- | -- | -- | - | -- | -- | -- | -- |
| 1.   | Vicenza   | 16 | 12 | 3 | 1  | 59 | 6  | 27 |
| 2.   | Hellas    | 16 | 13 | 1 | 2  | 52 | 18 | 27 |
| 3.   | Modena    | 16 | 9  | 1 | 6  | 28 | 36 | 19 |
| 4.   | Benátky   | 16 | 7  | 4 | 5  | 44 | 19 | 18 |
| 5.   | Boloňa    | 16 | 6  | 4 | 6  | 29 | 35 | 16 |
| 6.   | Brescia   | 16 | 6  | 2 | 8  | 33 | 40 | 14 |
| 7.   | Petrarca  | 16 | 5  | 3 | 8  | 27 | 39 | 13 |
| 8.   | Volontari | 16 | 3  | 0 | 13 | 19 | 66 | 6  |
| 9.   | Udine     | 16 | 1  | 2 | 13 | 21 | 53 | 4  |

|  | Postup do finále             |
|  | Sestup do Promozione 1914/15 |

Poznámky
- Z = Odehrané zápasy; V = Vítězství; R = Remízy; P = Prohry; VG = Vstřelené góly; OG = Obdržené góly; B = Body
- za výhru 2 body, za remízu 1 bod, za prohru 0 bodů.
- při rovnosti bodů rozhodovalo skóre
- Udine díky administrativě zůstal v nejvyšší lize.

#### Výsledková tabulka
|           | Boloňa | Brescia | Hellas | Modena | Petrarca | Udine | Benátky | Vicenza | Volontari |
| --------- | ------ | ------- | ------ | ------ | -------- | ----- | ------- | ------- | --------- |
| Boloňa    | –      | 1:1     | 3:1    | 1:1    | 3:0      | 3:1   | 2:0     | 0:2     | 3:0       |
| Brescia   | 3:1    | –       | 2:5    | 3:4    | 0:0      | 2:1   | 5:1     | 0:4     | 7:0       |
| Hellas    | 8:2    | 4:0     | –      | 3:0    | 3:1      | 3:1   | 1:1     | 3:1     | 10:0      |
| Modena    | 2:0    | 4:2     | 1:2    | –      | 2:1      | 5:1   | 2:0     | 0:4     | 2:0       |
| Petrarca  | 2:2    | 1:2     | 2:4    | 2:0    | –        | 6:3   | 4:3     | 0:4     | 4:1       |
| Udine     | 2:2    | 5:1     | 0:2    | 1:2    | 0:2      | –     | 0:7     | 1:1     | 4:5       |
| Benátky   | 4:1    | 2:0     | 0:1    | 10:0   | 1:1      | 5:0   | –       | 1:1     | 2:0       |
| Vicenza   | 6:0    | 6:0     | 4:0    | 4:0    | 5:0      | 5:0   | 1:1     | –       | 6:0       |
| Volontari | 2:5    | 1:5     | 0:2    | 2:3    | 6:1      | 2:1   | 0:6     | 0:5     | –         |

### Finálová skupina

#### Tabulka
| Poř. | Tým      | Z  | V | R | P  | VG | OG | B  |
| ---- | -------- | -- | - | - | -- | -- | -- | -- |
| 1.   | Casale   | 10 | 8 | 0 | 2  | 15 | 6  | 16 |
| 2.   | Janov    | 10 | 6 | 2 | 2  | 22 | 11 | 14 |
| 3.   | Inter    | 10 | 4 | 3 | 3  | 22 | 16 | 11 |
| 4.   | Juventus | 10 | 4 | 2 | 4  | 18 | 18 | 10 |
| 5.   | Vicenza  | 10 | 4 | 1 | 5  | 15 | 19 | 9  |
| 6.   | Hellas   | 10 | 0 | 0 | 10 | 6  | 28 | 0  |

Poznámky
- Z = Odehrané zápasy; V = Vítězství; R = Remízy; P = Prohry; VG = Vstřelené góly; OG = Obdržené góly; B = Body
- za výhru 2 body, za remízu 1 bod, za prohru 0 bodů.
- při rovnosti bodů rozhodovalo skóre

|  | Mistrovský zápas |

#### Výsledková tabulka
|          | Casale | Janov | Hellas | Inter | Juventus | Vicenza |
| -------- | ------ | ----- | ------ | ----- | -------- | ------- |
| Casale   | –      | 2:0   | 2:0    | 1:0   | 2:0      | 2:0     |
| Janov    | 1:2    | –     | 3:0    | 1:1   | 4:1      | 3:0     |
| Hellas   | 1:2    | 1:2   | –      | 1:2   | 1:4      | 0:2     |
| Inter    | 1:2    | 2:2   | 5:1    | –     | 2:2      | 4:1     |
| Juventus | 1:0    | 2:4   | 4:1    | 1:0   | –        | 2:2     |
| Vicenza  | 2:0    | 0:2   | 2:0    | 4:5   | 2:1      | –       |

## Středo jižní část

### Toskánsko
| Klub               | Město     | Stadion                 | Trenér           |
| ------------------ | --------- | ----------------------- | ---------------- |
| Florencie          | Florencie | Prato del Quercione     | Technická komise |
| Itala              | Florencie | Prato del Quercione     | Technická komise |
| Libertas           | Florencie | Parco delle Cascine     | Technická komise |
| SPES Livorno       | Livorno   | –                       | Technická komise |
| Lucca              | Lucca     | Campo Campaccio         | Technická komise |
| Pisa               | Pisa      | –                       | Technická komise |
| Prato              | Prato     | –                       | Technická komise |
| Virtus Juventusque | Livorno   | Poligono di Tiro Bastia | Technická komise |

#### Tabulka
| Poř. | Tým                | Z  | V  | R | P  | VG | OG | B  |
| ---- | ------------------ | -- | -- | - | -- | -- | -- | -- |
| 1.   | SPES Livorno       | 14 | 12 | 2 | 0  | 46 | 15 | 26 |
| 2.   | Florencie          | 14 | 9  | 2 | 3  | 36 | 17 | 20 |
| 3.   | Virtus Juventusque | 14 | 9  | 1 | 4  | 30 | 14 | 19 |
| 4.   | Libertas           | 14 | 7  | 2 | 5  | 21 | 16 | 16 |
| 5.   | Itala              | 14 | 6  | 1 | 7  | 25 | 28 | 13 |
| 6.   | Pisa               | 14 | 3  | 2 | 9  | 14 | 19 | 8  |
| 7.   | Lucca              | 14 | 2  | 1 | 11 | 13 | 46 | 5  |
| 8.   | Prato              | 14 | 2  | 1 | 11 | 9  | 39 | 5  |

|  | Postup do semifinále |

Poznámky
- Z = Odehrané zápasy; V = Vítězství; R = Remízy; P = Prohry; VG = Vstřelené góly; OG = Obdržené góly; B = Body
- za výhru 2 body, za remízu 1 bod, za prohru 0 bodů.
- při rovnosti bodů rozhodovalo skóre

#### Výsledková tabulka
|           | Florencie | Itala | Libertas | Livorno | Lucca | Pisa | Prato | Virtus |
| --------- | --------- | ----- | -------- | ------- | ----- | ---- | ----- | ------ |
| Florencie | –         | 3:1   | 1:2      | 1:1     | 5:1   | 1:1  | 3:0   | 2:0    |
| Itala     | 1:3       | –     | 1:2      | 1:1     | 2:0   | 1:0  | 2:0   | 1:5    |
| Libertas  | 0:2       | 3:2   | –        | 1:3     | 4:0   | 1:1  | 2:0   | 0:1    |
| Livorno   | 5:3       | 3:2   | 3:1      | –       | 5:1   | 1:0  | 9:1   | 3:1    |
| Lucca     | 3:6       | 2:7   | 1:4      | 0:4     | –     | 0:2  | 2:3   | 1:4    |
| Pisa      | 0:1       | 0:1   | 0:1      | 1:3     | 0:1   | –    | 5:0   | 2:1    |
| Prato     | 0:4       | 1:3   | 0:0      | 1:2     | 0:1   | 3:1  | –     | 0:3    |
| Virtus    | 2:1       | 5:0   | 1:0      | 1:3     | 0:0   | 4:1  | 2:0   | –      |

### Lazio
| Klub         | Město | Stadion                    | Trenér           |
| ------------ | ----- | -------------------------- | ---------------- |
| Audace       | Řím   | Velodromo Salario          | Technická komise |
| Fortitudo    | Řím   | Campo "Madonna del Riposo" | Technická komise |
| Juventus Řím | Řím   | Campo Piazza d'Armi        | Technická komise |
| Lazio        | Řím   | Campo della Farnesina      | Guido Baccani    |
| Pro Řím      | Řím   | Campo Piramide             | Technická komise |
| Roman        | Řím   | Campo di Due Pini          | Technická komise |

#### Tabulka
| Poř. | Tým          | Z  | V  | R | P | VG | OG | B  |
| ---- | ------------ | -- | -- | - | - | -- | -- | -- |
| 1.   | Lazio        | 10 | 10 | 0 | 0 | 52 | 5  | 20 |
| 2.   | Roman        | 10 | 7  | 1 | 2 | 26 | 9  | 15 |
| 3.   | Juventus Řím | 10 | 4  | 1 | 5 | 12 | 21 | 9  |
| 4.   | Fortitudo    | 10 | 2  | 2 | 6 | 13 | 35 | 6  |
| 5.   | Audace       | 10 | 3  | 0 | 7 | 9  | 29 | 6  |
| 6.   | Pro Řím      | 10 | 2  | 0 | 8 | 19 | 32 | 4  |

|  | Postup do semifinále |

Poznámky
- Z = Odehrané zápasy; V = Vítězství; R = Remízy; P = Prohry; VG = Vstřelené góly; OG = Obdržené góly; B = Body
- za výhru 2 body, za remízu 1 bod, za prohru 0 bodů.
- při rovnosti bodů rozhodovalo skóre

#### Výsledková tabulka
|           | Audace | Fortitudo | Juventus Řím | Lazio | Pro Řím | Roman |
| --------- | ------ | --------- | ------------ | ----- | ------- | ----- |
| Audace    | –      | 2:0       | 3:2          | 0:4   | 1:0     | 0:1   |
| Fortitudo | 4:2    | –         | 2:2          | 0:7   | 5:4     | 1:1   |
| Juventus  | 2:0    | 1:0       | –            | 1:6   | 1:0     | 0:4   |
| Lazio     | 3:0    | 9:0       | 2:0          | –     | 9:0     | 3:1   |
| Pro Řím   | 10:1   | 2:1       | 1:2          | 1:6   | –       | 0:2   |
| Roman     | 3:0    | 5:0       | 3:1          | 2:3   | 4:1     | –     |

#### Semifinálový zápasy
| 1. zápas 19. duben 1914 | SPES Livorno | 0 – 3 | Lazio                                  | Livorno        |  |  |
|                         |              |       | 13' Fioranti 60' Maranghi 71' Saraceni | Rozhodčí: Cali |  |  |
|                         |              |       |                                        |                |  |  |

| 2. zápas 26. duben 1914 | Lazio        | 1 – 0 | SPES Livorno | Řím               |  |  |
|                         | Maranghi 60' |       |              | Rozhodčí: Scamoni |  |  |
|                         |              |       |              |                   |  |  |

### Kampánie
| Klub         | Město  | Stadion         | Trenér            |
| ------------ | ------ | --------------- | ----------------- |
| Inter Neapol | Neapol | Terme di Agnano | Hector Bayon      |
| Naples       | Neapol | Terme di Agnano | Gaetano Del Pezzo |

#### Finálové zápasy
| 1. zápas 26. leden 1914 | Naples   | 1 – 1 | Inter Neapol | Neapol             |  |  |
|                         | Reichlin |       | Lattard      | Rozhodčí: Torrazzi |  |  |
|                         |          |       |              |                    |  |  |

| 2. zápas 2. únor 1914 | Inter Neapol | 2 – 1 | Naples   | Neapol             |  |  |
|                       | Scarfoglio   |       | Eastwood | Rozhodčí: Torrazzi |  |  |
|                       |              |       |          |                    |  |  |

### Finále středo jižní části
| 1. zápas 3. březen 1914 | Lazio     | 1 – 0 | Inter Neapol | Řím                |  |  |
|                         | Consiglio |       |              | Rozhodčí: Bellucci |  |  |
|                         |           |       |              |                    |  |  |

| 2. zápas 10. březen 1914 | Inter Neapol | 0 – 8 | Lazio                                     | Neapol             |  |  |
|                          |              |       | Consiglio 17', ?', ?' Saraceni ?' Faccani | Rozhodčí: Torrazzi |  |  |
|                          |              |       |                                           |                    |  |  |

- Lazio vyhrál středo jižní část a mohl se tak utkat o titul Itálie s Casale.

## Mistrovský zápas
| 1. zápas 5. červenec 1914 | Casale                                                                  | 7 – 1 | Lazio      | Casale Monferrato |  |  |
|                           | Amedeo Varese 20', 50' Ravetti 62', 65' Ferraris 54' Gallina 63' Mattea |       | 69' Zucchi | Rozhodčí: Scamoni |  |  |
|                           |                                                                         |       |            |                   |  |  |

| 2. zápas 12. červenec 1914 | Lazio | 0 – 2 | Casale                        | Řím                |  |  |
|                            |       |       | 29' Ravetti 76' Amedeo Varese | Rozhodčí: Cattaneo |  |  |
|                            |       |       |                               |                    |  |  |

## Vítěz
| Prima Categoria Vítěz pro rok 1913/14 |
| ------------------------------------- |
| FC Casale ASD                         |
|                                       |